# Els Visitants (Roses)
Els Visitants és una obra del municipi de Roses (Alt Empordà) inclosa en l'Inventari del Patrimoni Arquitectònic de Catalunya. Es tracta d'un conjunt escultòric ubicat al Passeig Marítim de Roses, al punt on s'uneixen la platja de Roses amb la del Salatar. L'obra va ser inaugurada el 13 de juliol del 1996 i està dedicada a tots els visitants de Roses.

## Descripció
El conjunt representa dues figures humanes, un home i una dona, dretes i de costat. Són escultures figuratives on els trets anatòmics es troben minimitzats, el volum predomina sobre la forma. La figura masculina té una protuberància sobre el pit que representa una càmera fotogràfica. La figura femenina s'identifica gràcies a la representació dels pits. Són escultures fetes en bronze col·locades sobre un disc, també de bronze, de forma circular on hi consta un text.

## L'escultora
Va ser creada per l'escultora gironina Rosa Serra i Puigvert (Vic, 1944). Aquesta escultora pertany a la generació que va imposar una ruptura en l'escultura olotina. Ha fet altres escultures de temàtica esportiva per als Jocs Olímpics de Barcelona, per a l'empresa Nike (estàtua de Tiger Woods a Oregon), la Suite Olympique de la seu del COI a Lausana i de diverses peces d'aquesta temàtica situades a l'Olimpic Park de Seul i al Comitè Olímpic d'Àsia, a Kuwait.